# Cecelia Condit
Pour les articles homonymes, voir Condit.
Cecelia Condit née en 1947 à Philadelphie, en Pennsylvanie est une réalisatrice américaine de cinéma expérimental. Elle propose une lecture subversive et féministe des contes de fée. Elle accorde une attention particulière aux voix des femmes notamment celles qui sont marginalisées.  

## Biographie
Elle étudie à la Pennsylvania Academy of Fine Arts. Elle obtient un Bachelor of Fine Arts en sculpture au Philadelphia College of Art et un Master of Fine Arts en photographie à la Tyler School of Art and Architecture (en). Elle est professeure et directrice du programme d'études supérieures au Département de cinéma, vidéo, animation et nouveaux médias de l'Université du Wisconsin à Milwaukee, avant de prendre sa retraite en 2017. 
Ses vidéos narratives explorent les expériences des femmes dans un climat social de violence sublimée, de peur et d'agression misogyne. Elle fait référence aux contes de fées et leurs morales avec les titres macabres des tabloïds. 
En 2008, une rétrospective à la CUE Art Foundation de New York présente son travail. 

## Prix et distinctions
- prix de la Fondation Guggenheim, 1989[5]
- American Film Institute,
- National Endowment for the Arts,
- la Fondation Mary L. Nohl, 2019[6]
- Wisconsin Arts Council et
- National Media Award de la Retirement Research Foundation.

## Vidéographie
- 1981 : Beneath the Skin
- 1983 : Possibly in Michigan
- 1987 : Not a Jealous Bone
- 1992 : Suburbs of Eden
- 1996 : Oh, Rapunzel
- 2003 : Why Not a Sparrow
- 2004 : All About a Girl
- 2005 : Little Spirits
- 2008 : Annie Lloyd
- 2010 : First Dream After Mother Died
- 2012 : Within a Stone’s Throw
- 2015 : Pulling Up Roots
- 2016 : Some Dark Place
- 2017 : Pizzly Bear
- 2018 : We Were Hardly More Than Children
- 2020 : I've Been Afraid
- 2021 : AI and I